# Кишкарени (Јаши)
Кишкарени (рум. Chișcăreni) насеље је у Румунији у округу Јаши у општини Шипоте. Oпштина се налази на надморској висини од 60 m.

## Становништво
Према подацима из 2002. године у насељу је живело 1849 становника, од којих су сви румунске националности.